# Shin Megami Tensei: Devil Summoner: Raidou Kuzunoha vs. The Soulless Army
Shin Megami Tensei: Devil Summoner: Raidou Kuzunoha vs. The Soulless Army, i Japan känt som Devil Summoner: Kuzunoha Raidou tai Chouriki Heidan (デビルサマナー 葛葉ライドウ対超力兵団?), och vanligen förkortat Raidou 1, är ett actionrollspel som utvecklades och gavs ut av Atlus till Playstation 2.
Spelet är den tredje delen i Shin Megami Tensei: Devil Summoner-serien, och den första delen med action-inslag och Raidou Kuzunoha XIV som huvudperson.
Det gavs ut den 2 mars 2006 i Japan, den 10 oktober samma år i Nordamerika och den 27 april 2007 i Europa. En direkt uppföljare, Shin Megami Tensei: Devil Summoner 2: Raidou Kuzunoha vs. King Abaddon, släpptes 2008.

## Gameplay
Till skillnad från tidigare Devil Summoner-spel, som är turordningsbaserade datorrollspel som utspelar sig i ett modernt Japan, är Raidou Kuzunoha vs. The Soulless Army ett actionrollspel som utspelar sig innan andra världskrigets utbrott; det är också det första i serien som spelas ur tredje person. Spelet har 3D-grafik för figurer, och förrenderad grafik för bakgrunder.
Spelaren ikläder sig rollen som en demonframbesvärjare och detektiv vid namn Raidou Kuzunoha XIV. Spelupplägget består av att spelaren utreder brott och därmed besöker olika platser i Japan. Medan spelaren går omkring i spelvärlden dyker det ibland upp demoner framför Raidou; dessa kan antingen besegras, eller tas till fånga. När spelaren har tillfångatagit en demon kan han eller hon slåss med den på sin sida, och använda dess förmågor under sina utredningar. Som exempel kan vissa demoner låta Raidou läsa folks tankar, medan andra kan leta efter ledtrådar på brottsplatser.
Efterhand som Raidou och hans demoner deltar i fler strider tillsammans, ökar deras erfarenhetspoäng och nivåer. Varje gång Raidous nivå ökar får spelaren lägga till en poäng till en av egenskaperna styrka, vitalitet, magi, rörlighet och tur, vilket ökar hans skicklighet inom det området; samma sak gäller för spelarens demoner, men valet av vilken egenskap som ska ökas sker där automatiskt.

## Handling

### Huvudfigurer
Raidou Kuzunoha XIV (十四代目 葛葉ライドウ?)Spelets huvudperson. Han är en detektiv och demonframbesvärjare, och är den fjortonde innehavaren av titeln "Raidou Kuzunoha"; hans födelsenamn bestäms dock av spelaren. Han baseras på figuren Yasunori Katō från romanserien Teito Monogatari, och hämtar sitt namn från den japanska mytologiska figuren Kuzu-no-ha.
Gouto-Douji (業斗童子?)En grönögd, svart talande katt som följer med Raidou och fungerar som hans rådgivare och partner.
Tae Asakura (朝倉タヱ?)En journalist i huvudstaden, som undersöker samma mysterier som Raidou. Hon är vän med Narumi, och kallar sig själv en "modern kvinna". Hon föredrar själv smeknamnet "Kichou" över "Tae".
Shouhei Narumi (鳴海昌平?)En detektiv i huvudstaden. Han är Raidous chef, och vän med Tae.